# Marian Czarnek
Marian Czarnek, właśc. Czesław Marian Czarnek (ur. 8 września 1898 w Nowej Grobli, zm. 7 czerwca 1967 w Rzeszowie) – legionista, doktor praw, sędzia, polityk, poseł na Sejm RP V kadencji (1938–1939), działacz społeczny.

## Życiorys
Syn Bronisława i Wandy, z domu Bartoszyńska. Urodził się jako Czesław Marian Czarnek, jednak w późniejszych latach nie używał pierwszego imienia. Uczęszczał trzy lata do gimnazjum w Rzeszowie (1911-1913), następnie do gimnazjów w Dębicy i Tarnowie. Podczas I wojny światowej przystąpił do szeregów Legionów Polskich, po czym został zwolniony z uwagi na wiek małoletni. W lutym 1916 zgłosił się do batalionu uzupełniającego Legionów Polskich w Kozienicach, lecz został zwolniony ze względu na stan zdrowia. W czerwcu 1916 został aresztowany w Tarnowie, po czym przez dwa miesiące był osadzony w więzieniu Montelupich w Krakowie. Od lutego 1917 służył w 2 pułku piechoty Legionów, w czerwcu 1917 został zwolniony na roczny urlop zdrowotny. Po wybuchu wojny polsko-bolszewickiej zgłosił się ochotniczo do Wojska Polskiego, lecz otrzymał odmowę przyjęcia z powodu stanu zdrowia. Zdał maturę w 1917. W 1918 rozpoczął studia na Wydziale Prawa Uniwersytetu Jagiellońskiego, które ukończył w niepodległej II Rzeczypospolitej w 1924 z tytułem doktora praw. W latach 1924–1927 odbył aplikację sądową w Rzeszowie. Pracował jako sędzia i naczelnik Sądu Grodzkiego w Sokołowie Małopolskim. Został radnym i otrzymał tytuł honorowego obywatela tego miasta. Od 1932 do 1939 był naczelnikiem Sądu Grodzkiego w Krośnie. Od 1934 był radnym miasta Krosna i przewodniczącym Urzędu Rozjemczego dla Spraw Finansowo-Rolnych w tym mieście. Pełnił funkcje wiceprezesa Związku Strzeleckiego i prezesa Towarzystwa Szkoły Ludowej w Sokołowie Małopolskim i Krośnie. Od 1938 był członkiem zarządu głównego Towarzystwa Szkoły Ludowej w Krakowie.
Należał do Obozu Zjednoczenia Narodowego. Jesienią 1938 z jego list został wybrany posłem Sejmu RP V kadencji (1938–1939) z okręgu wyborczego 77 w Sanoku (powiaty: sanocki, krośnieński, leski i brzozowski) (otrzymał 15209 głosów). W parlamencie był członkiem Komisji Prawniczej. Został przewodniczącym Koła Parlamentarnego Posłów Ziem Górskich.
Po wybuchu II wojny światowej i agresji ZSRR na Polskę został aresztowany przez NKWD i był osadzony w Mościskach, następnie zwolniony. Po wojnie prowadził kancelarię adwokacką w Rozwadowie nad Sanem oraz pracował jako adwokat w Krakowie i Rzeszowie.